# Воскресеновка (Астраханская область)
Воскресеновка (до 1878 г. - Армянское) — село в Лиманском районе Астраханской области России.
Административный центр и единственный населённый пункт Воскресеновского сельсовета.

## География
Село Воскресеновка расположено на берегу залива Мечетный Проран. Наземное сообщение села с остальной территорий Лиманского района возможно только через территорию Республики Калмыкия. Село находится в 4 километрах к югу от села Буранное (Калмыкия), в 18,5 километрах к югу от села Бирючья Коса, в 44 километрах к юго-востоку от посёлка Лиман (через Лесное)

## История
Село основано в 1722 году как укрепительный пункт. Первоначально называлось Армянское, т.к. армянами были местные рыбопромышленники. Современное название связывают с тем, что именно в воскресенье сюда на поселение в 1878 году прибыло 12 семей из села Васильева Марфинского района с намерением поселиться в этом месте. В центре села находилась красивая белая церковь. 
Согласно Памятной книжке на 1914 год посёлок Воскресенский относился к Бирюче-Косинской волости Астраханского уезда Астраханской губернии, в посёлке имелось 179 дворов, проживало 402 души мужского и 389 женского пола.
В 1991 году был образован Воскресеновский сельсовет.

## Население
| 1914 |
| ---- |
| 791  |

| 2002 | 2010 | 2012 | 2013 | 2014 |
| ---- | ---- | ---- | ---- | ---- |
| 269  | ↘257 | ↗259 | ↘251 | ↗252 |

## Экономика
На территории муниципального образования действуют одна турбаза «Русская усадьба»

## Социальная сфера
Начальная школа закрыта в июне 2022 года((((